# Club San Martín (fútbol)
El Club San Martín, o simplemente San Martín fue un equipo de fútbol profesional peruano, actualmente desaparecido.

## Uniforme
Evolución Indumentaria.
| Titular 1 | Titular 2 | Titular 3 | Titular 4 | Titular 5 | Titular 6 |

## Rivalidades
Durante su vida futbolística, el Club San Martín tuvo rivalidades con equipos porteños como por ejemplo: Alfonso Ugarte , Morro de Arica , Sport Bolognesi , Leoncio Prado , Club Independencia , Sport Sáenz Peña , Unión Callao , Atlético Grau No.2 , Club Libertad , English Comercial School , José Gálvez , Almirante Grau , Club Albarracín y el Atlético Chalaco.

## Enlaces
- Tema:  Marineros Británicos vs. Peruanos., Capítulo 3 de Los Valores y Adhesiones Construidos en el Fútbol, tesis de Gerardo Álvares Escalona, Biblioteca de la Universidad Nacional Mayor de San Marcos
- 3.3.2 Marineros Británicos vs. Peruanos

- Tema:  Los campeonatos., Capítulo 4 de Espectáculo y Autogobierno del Fútbol, tesis de Gerardo Álvares Escalona, Biblioteca de la Universidad Nacional Mayor de San Marcos
- 4.1.3 Los campeonatos

- Datos: Q6413110